# Отрада (Смоленская область)
Отра́да — деревня в Кардымовском районе Смоленской области России. Входит в состав Каменского сельского поселения. Население — 7 жителей (2007 год). 
Расположена в центральной части области в 13 км к северо-западу от Кардымова, в 3 км южнее автодороги М1 «Беларусь», на берегу реки Большой Вопец. В 15 км юго-восточнее деревни расположена железнодорожная станция Кардымово на линии Москва — Минск. 

## История
В годы Великой Отечественной войны деревня была оккупирована гитлеровскими войсками в августе 1941 года, освобождена в сентябре 1943 года.